# Mayenne (Stadt)
Mayenne [majɛn] ist eine französische Stadt mit 12.854 Einwohnern (Stand 1. Januar 2022) im Département Mayenne in der Region Pays de la Loire.

## Geografie
Mayenne liegt am Fluss Mayenne, nach dem die Stadt benannt ist, ca. 230 Kilometer westlich von Paris.

## Bevölkerungsentwicklung
| Jahr      | 1962   | 1968   | 1975   | 1982   | 1990   | 1999   | 2011   | 2019   |
| Einwohner | 10.281 | 11.395 | 12.450 | 13.333 | 13.549 | 13.724 | 13.226 | 12.823 |

## Sehenswürdigkeiten
- Schloss von Mayenne mit fünf Türmen aus dem 13. Jahrhundert; im 19. Jahrhundert diente es als Gefängnis
- Kirche Notre Dame; errichtet um 1100, mit Arkaden und Pfeilern aus dem 12. Jahrhundert
- Kirche Saint-Martin im romanischen Stil

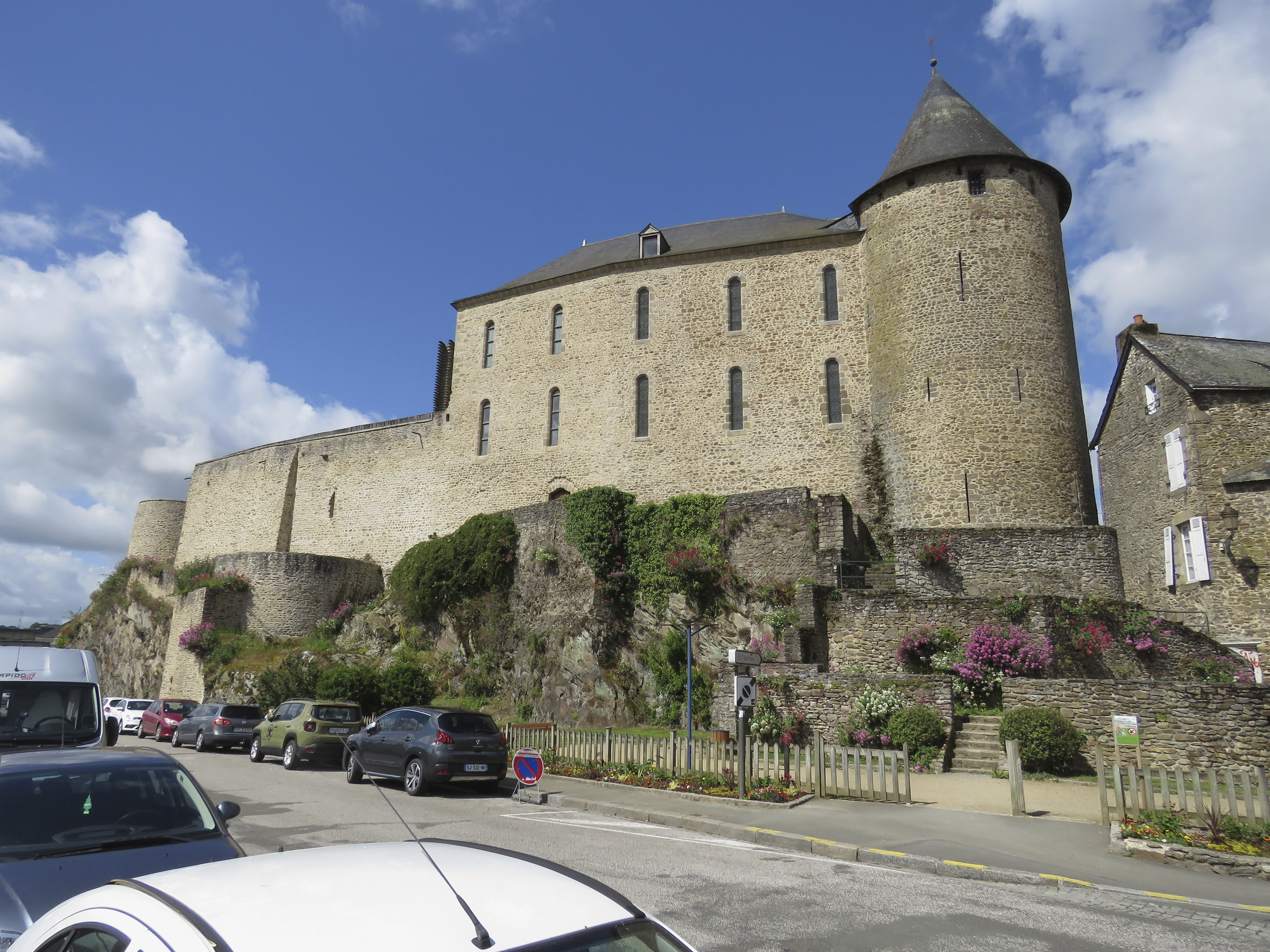
Schloss
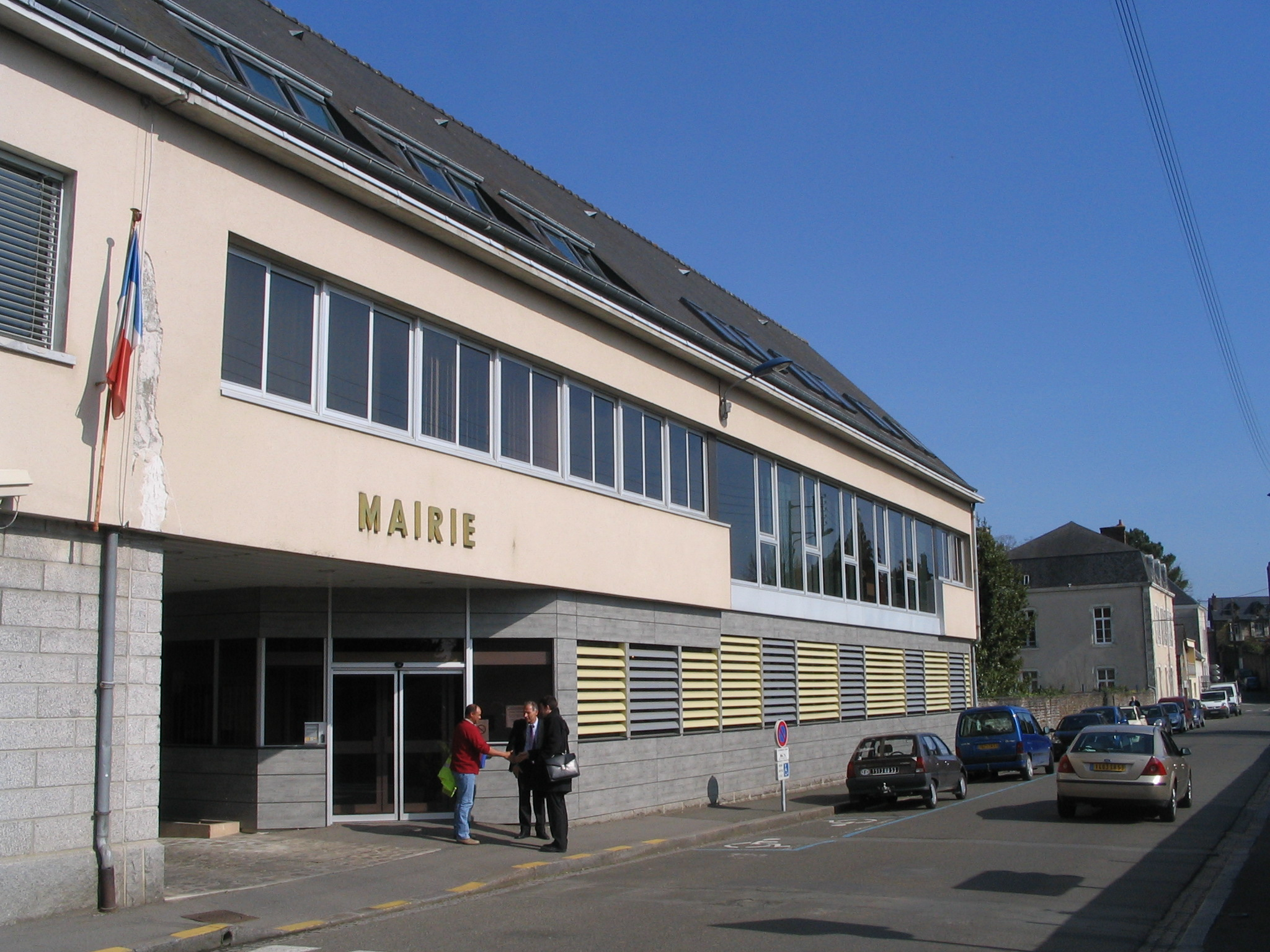
Rathaus Mayenne
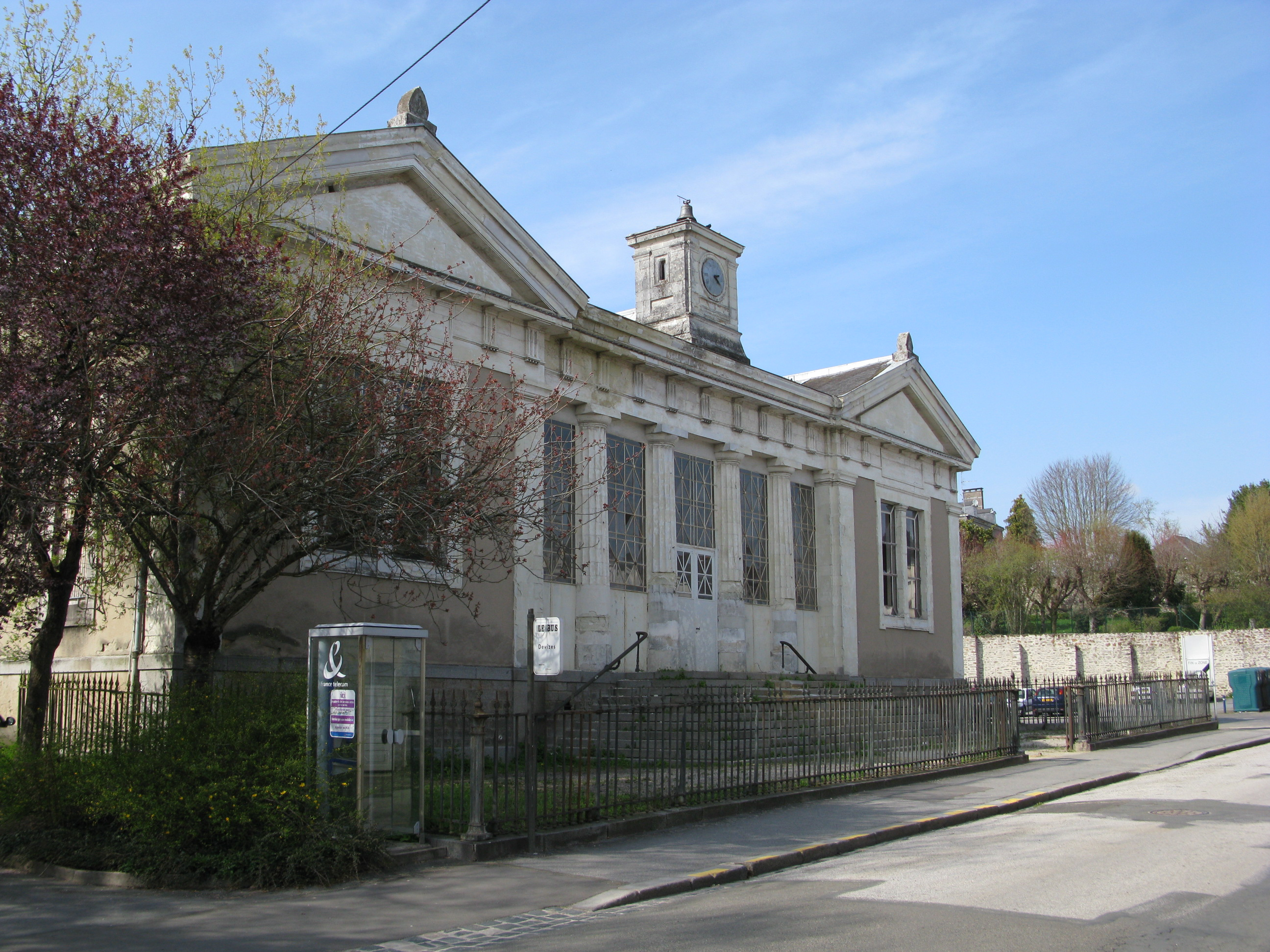
Gerichtsgebäude
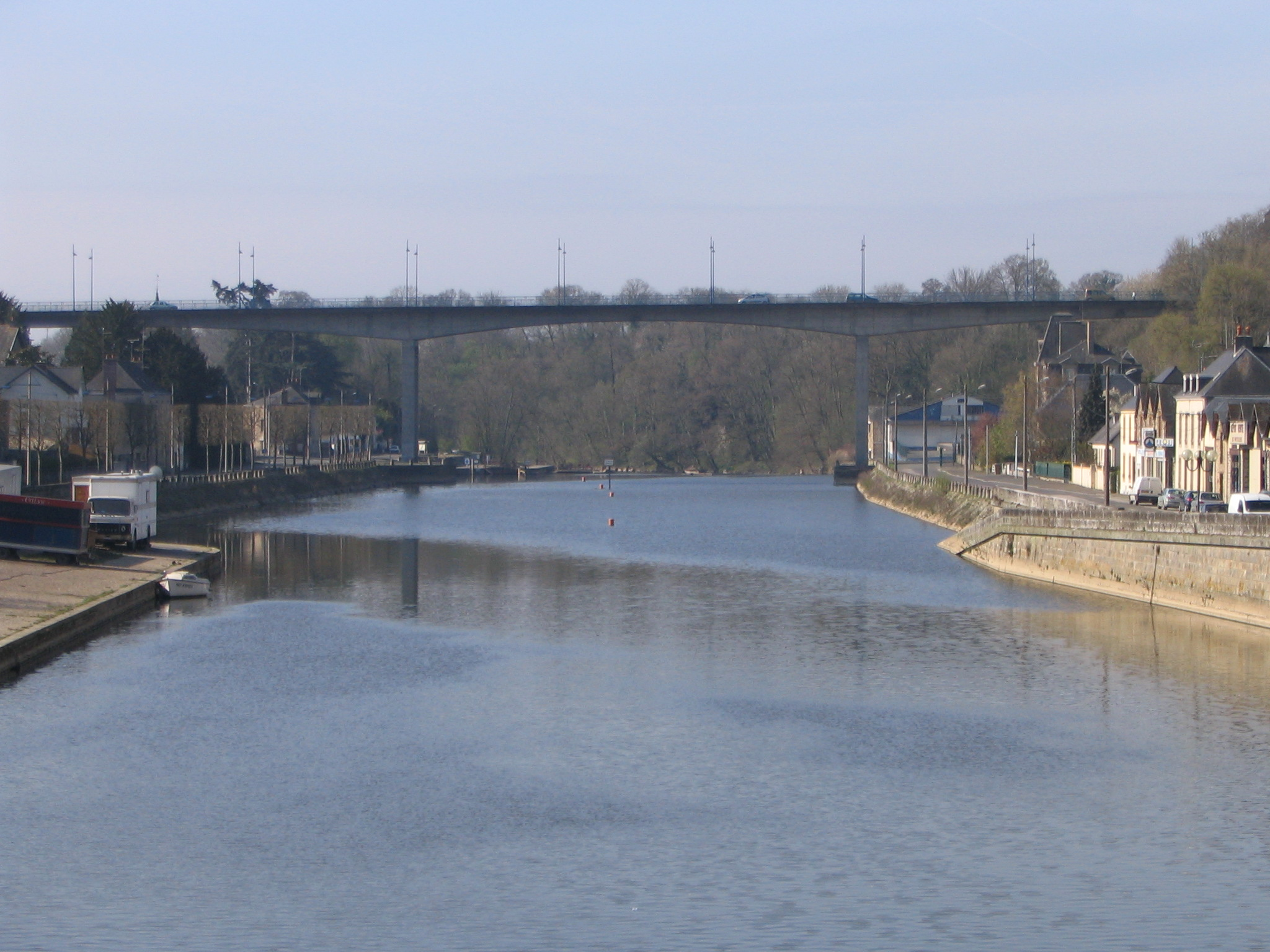
Brücke über die Mayenne
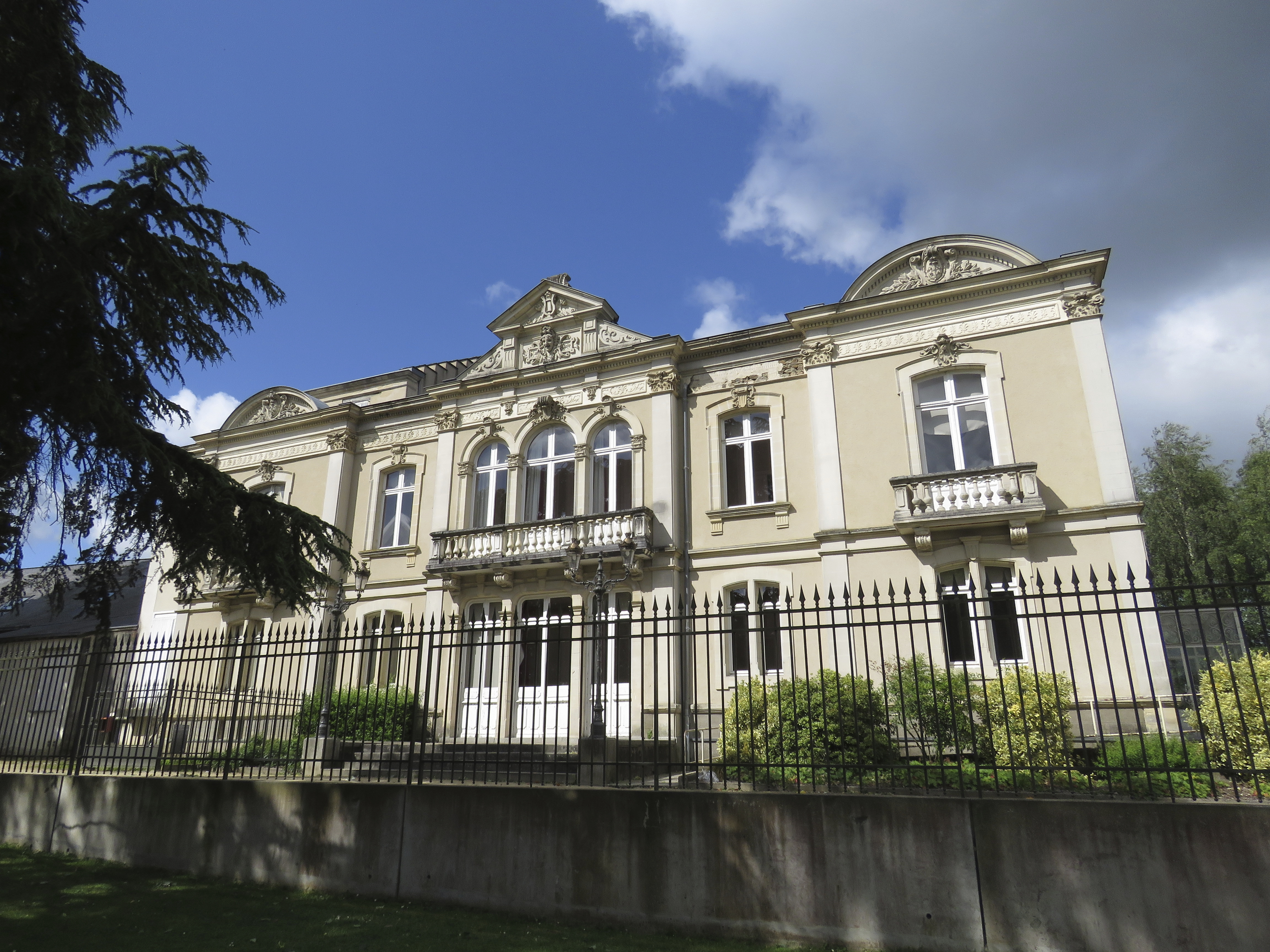
Theater
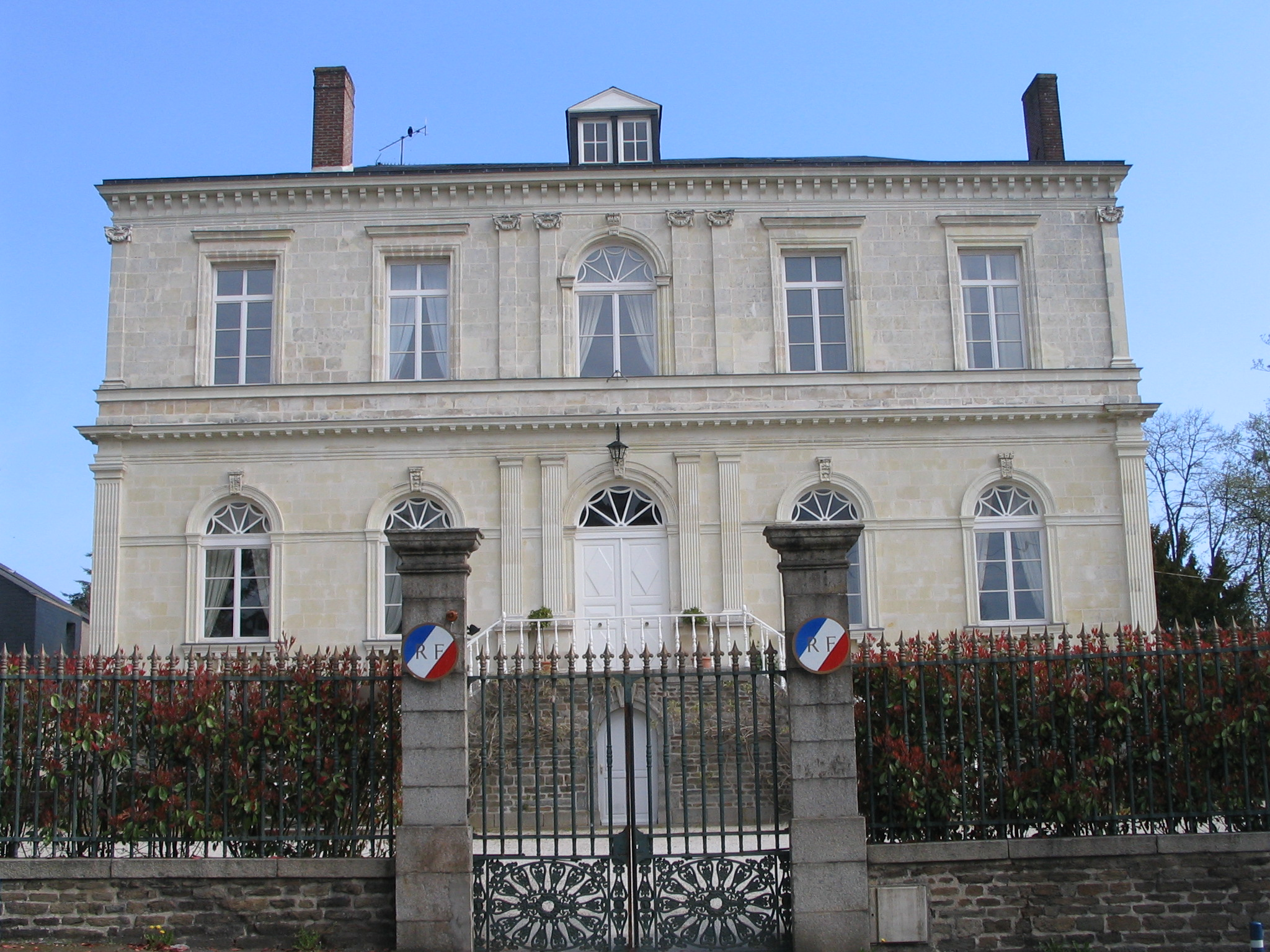
Sous-préfecture (Arrondissementsverwaltung)
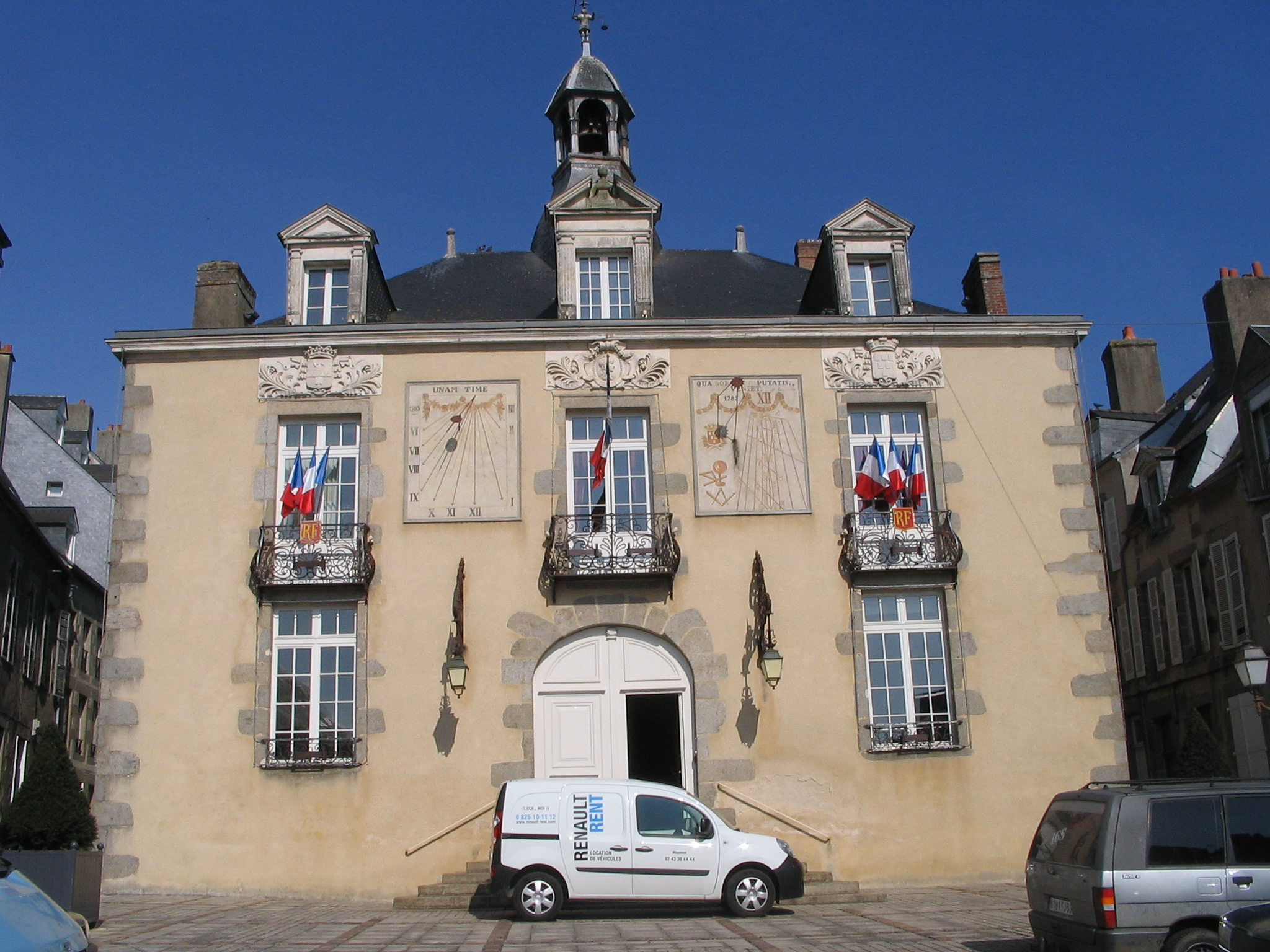
Palais de la Barre Ducale
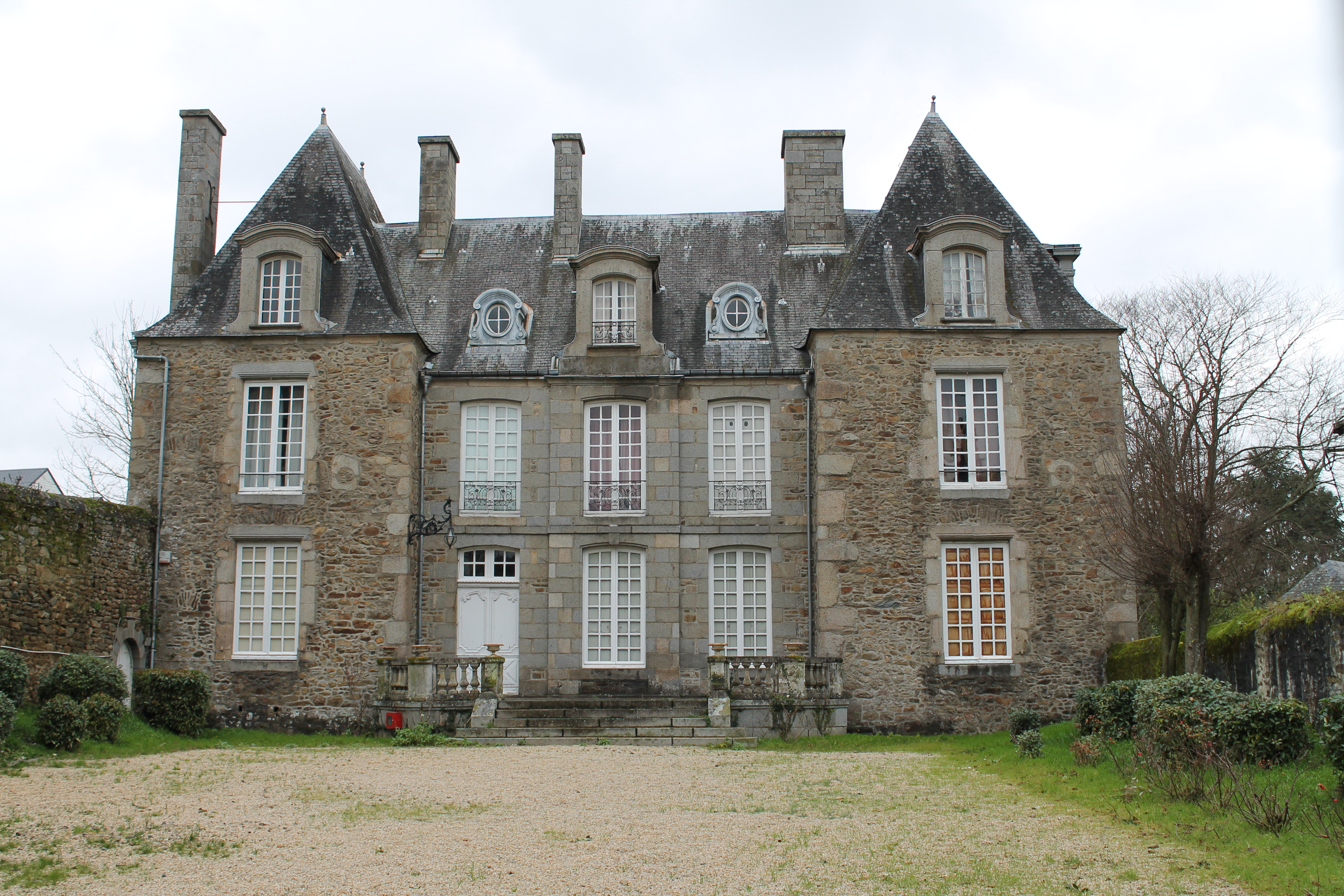
Hotel Montpinçon

Kirchen und Kapellen
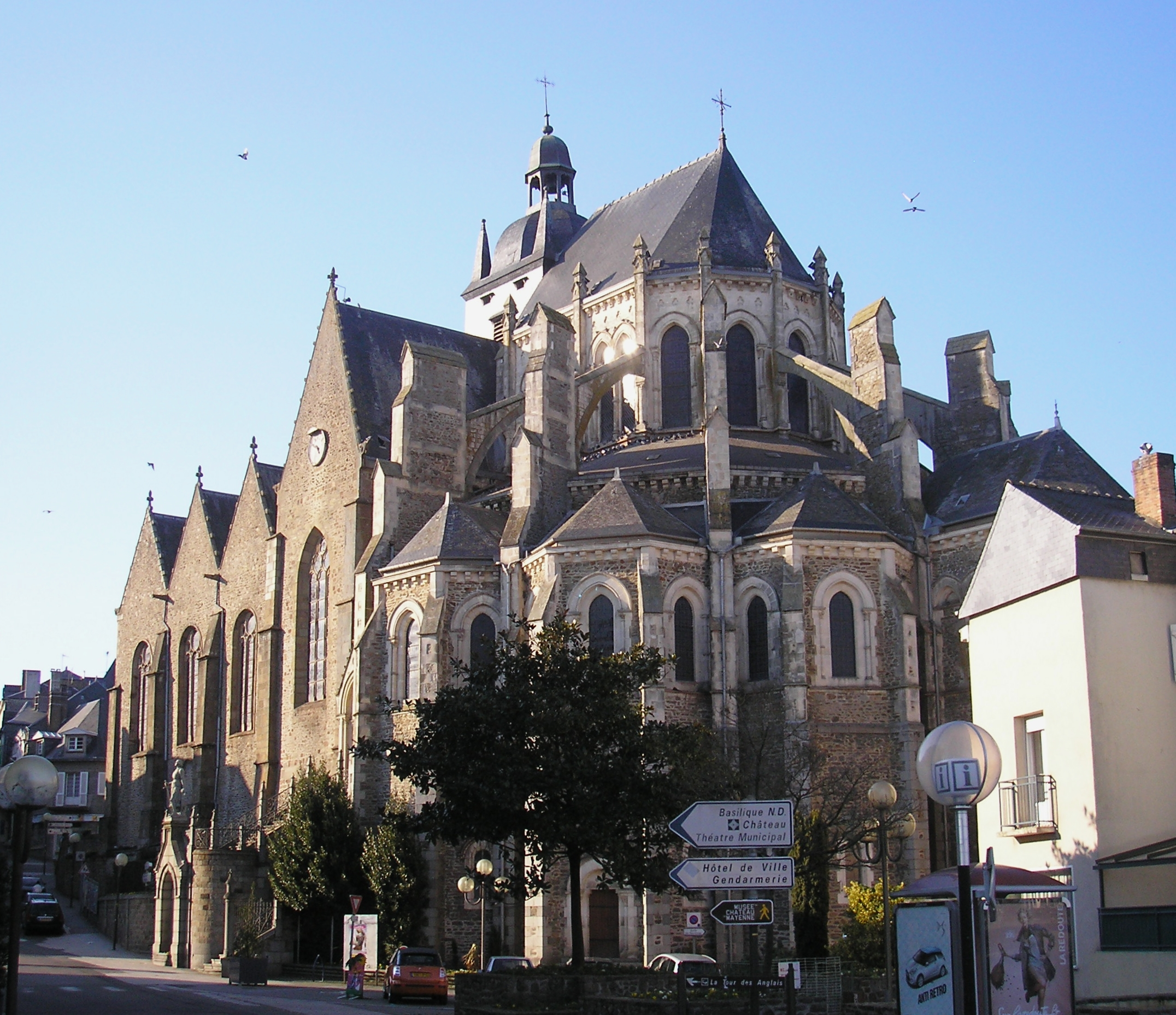
Basilika Notre-Dame-des-Miracles
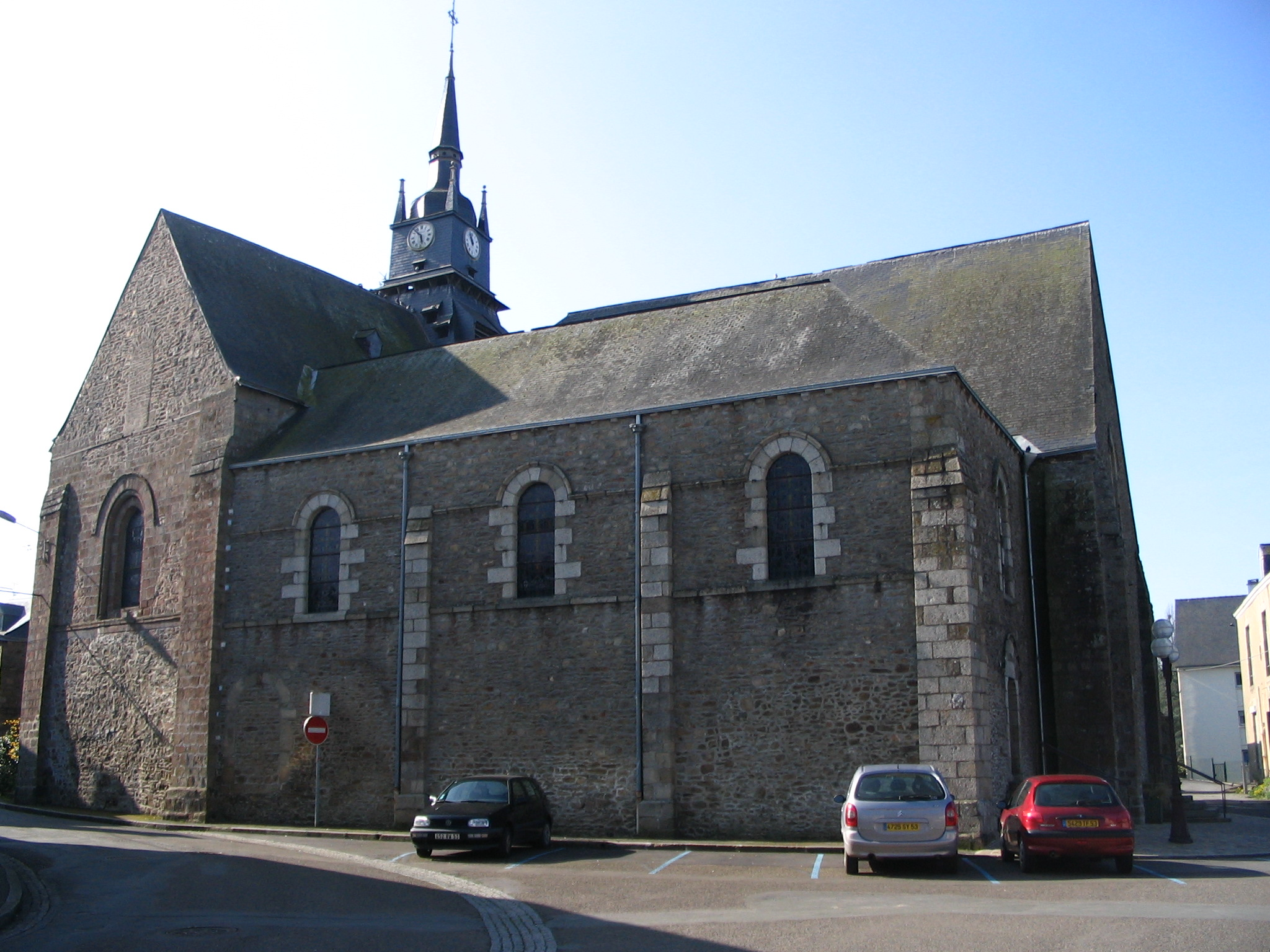
Kirche Saint-Martin
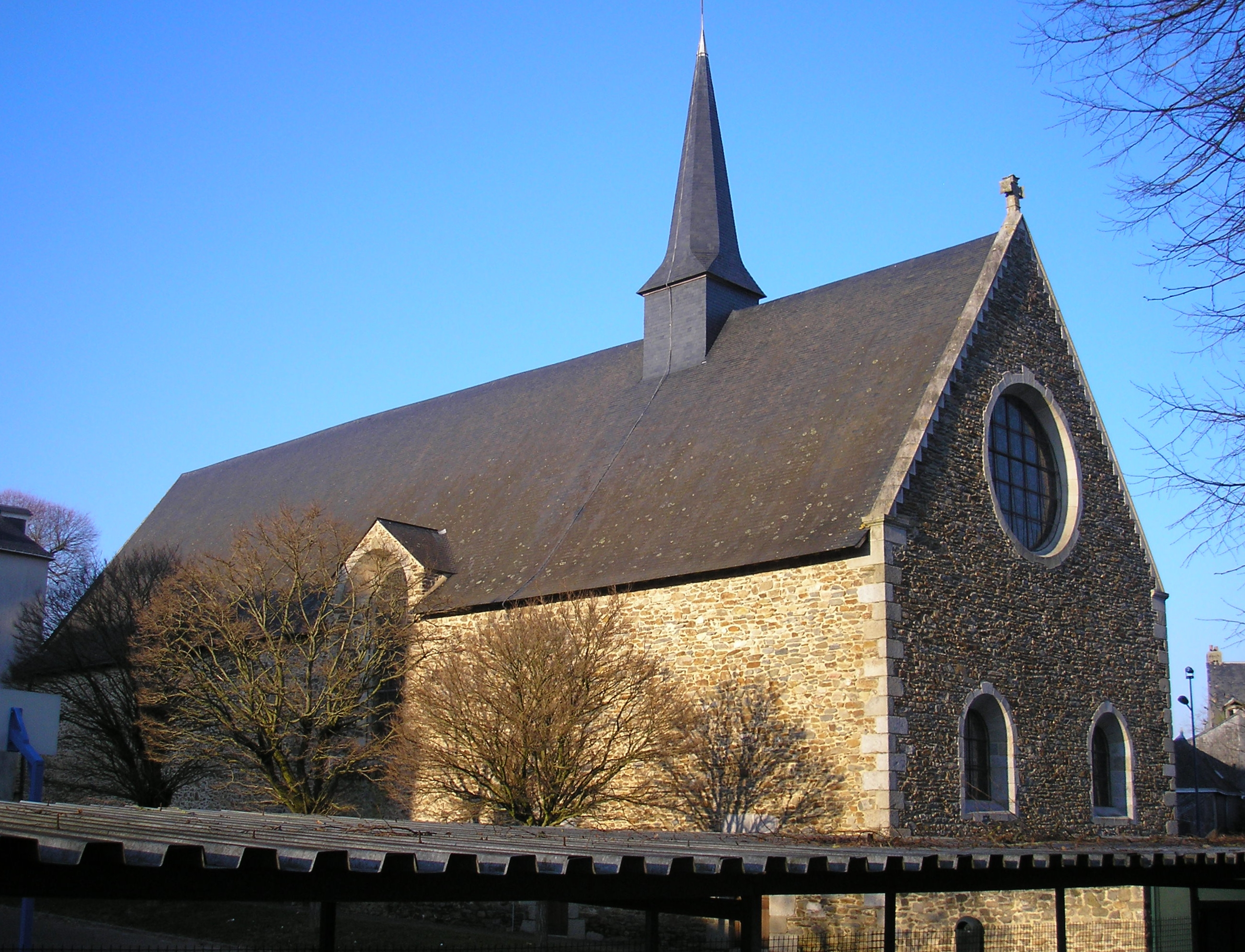
Kalvarienkapelle
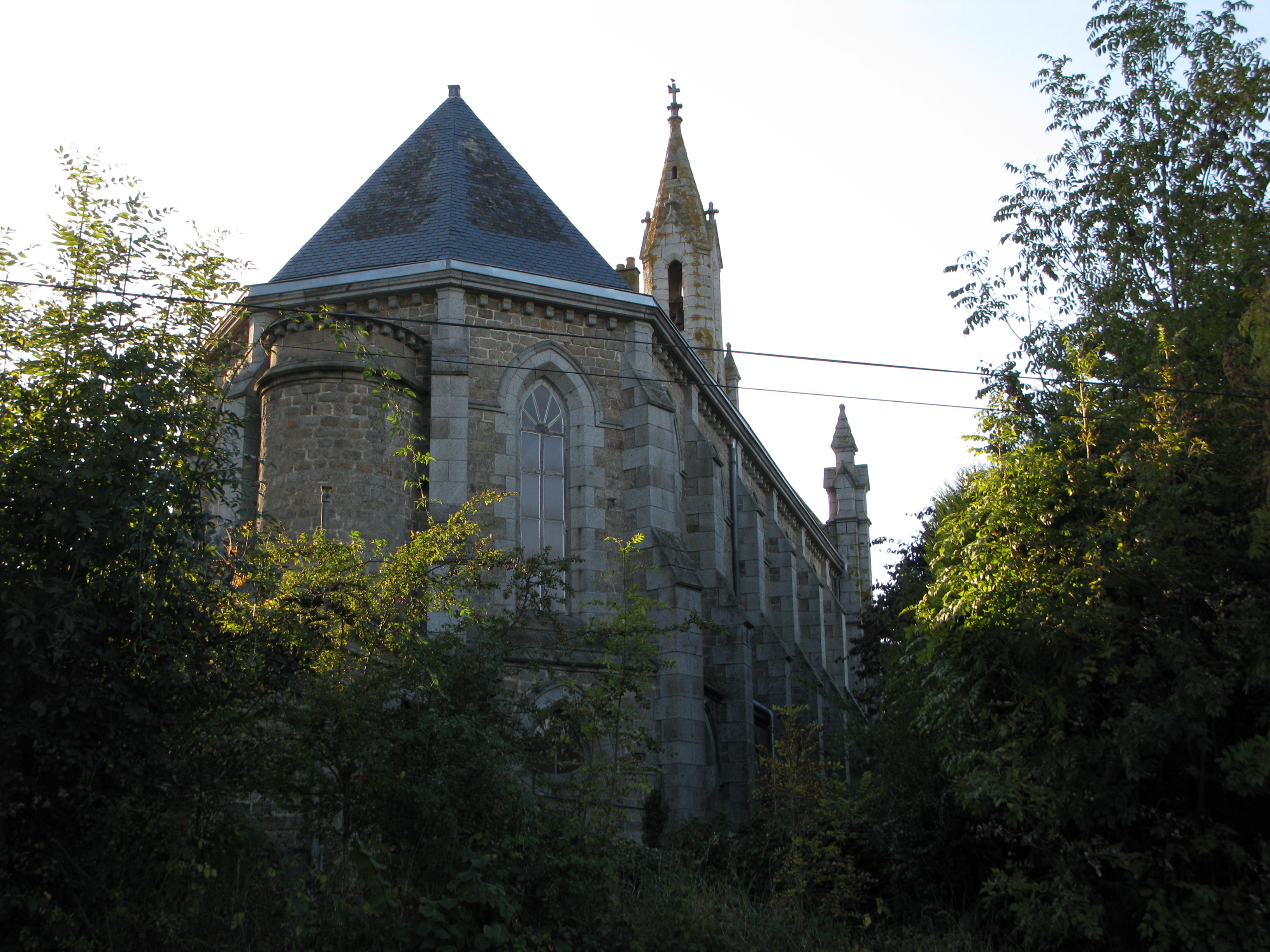
Kapelle Sacré-coeur
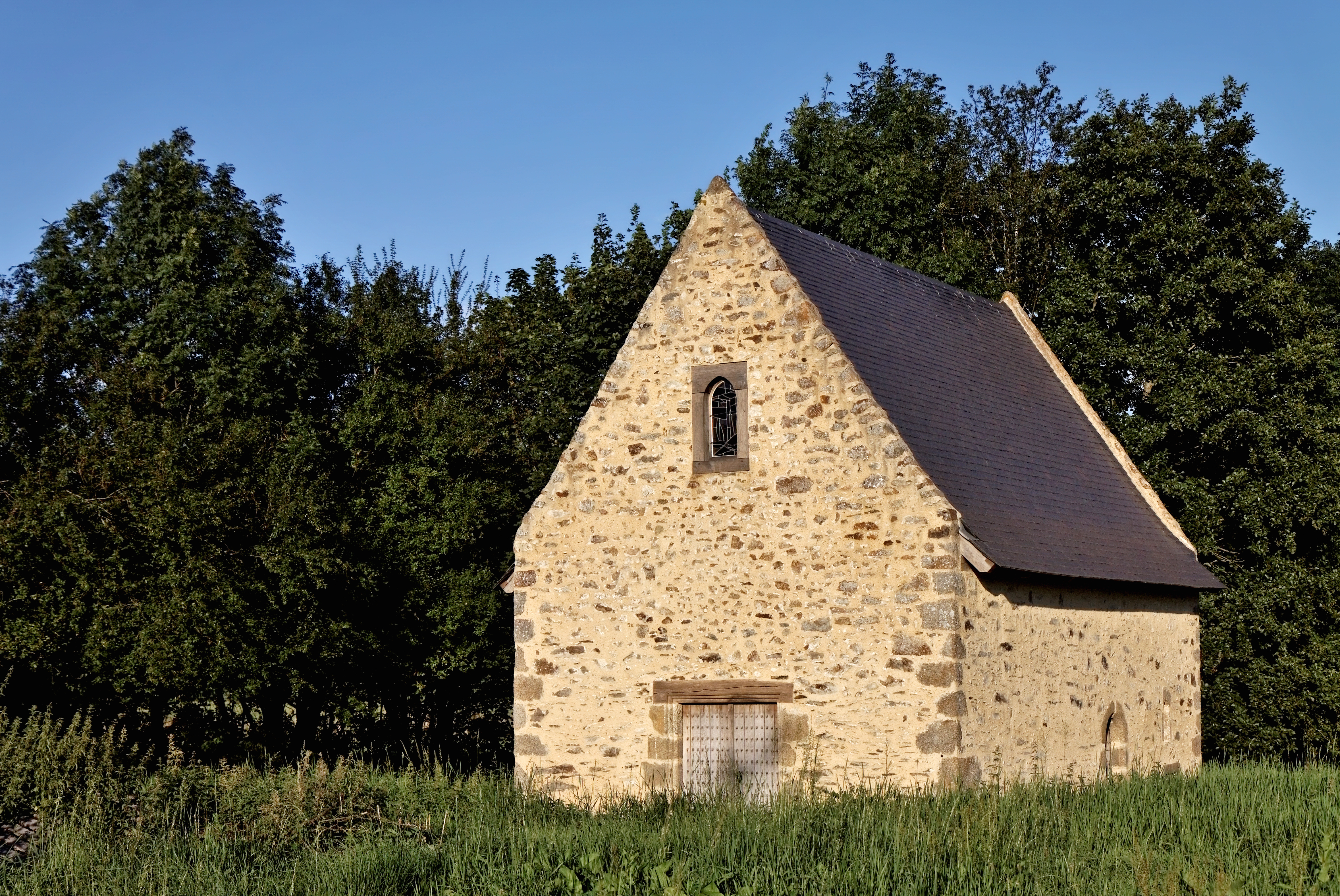
Kapelle Saint-Léonard

## Städtepartnerschaften
- Devizes in Wiltshire in Großbritannien, seit 1966
- Jesi in Italien, seit 2001
- Waiblingen in Deutschland, seit 1962

## Persönlichkeiten
- Jean-Louis Lefebvre de Cheverus (1768–1836), Geistlicher, Erzbischof von Bordeaux
- Roland Bassaler (* 1946), Unternehmer und Autorennfahrer
- Marc Joulaud (* 1967), Politiker
- David Frétigné (* 1970), Endurorennfahrer
- Romain Salin (* 1984), Fußballspieler